# Kacslábú rákok
A kacslábú rákok (Cirripedia) az állkapcsilábas rákok (Maxillopoda) osztályának és a Thecostraca alosztályának egyik alosztályága.

## Tudnivalók
A kacslábú rákok tengeri élőlények. Közülük többen is élősködő életmódot folytatnak.

## Rendszerezés
Az alosztályágba az alábbi 3 öregrend és 9 rend tartozik:
- Acrothoracica Gruvel, 1905
  - Cryptophialida Kolbasov, Newman & Hoeg, 2009
  - Lithoglyptida Kolbasov, Newman & Hoeg, 2009
- Rhizocephala Müller, 1862
  - Akentrogonida Häfele, 1911
  - Kentrogonida Delage, 1884
- Thoracica Darwin, 1854
  - Cyprilepadiformes Buckeridge & Newman, 2006
  - Ibliformes Buckeridge & Newman, 2006
  - Lepadiformes Buckeridge & Newman, 2006
  - Scalpelliformes Buckeridge & Newman, 2006
  - Sessilia Lamarck, 1818